# Martin Redlicki
 Martin Redlicki  , nacido el 24 de agosto de 1995) es un tenista profesional estadounidense.

## Carrera

### Junior
Su mayor logro ha sido conquistar el US Open en categoría doble juniors, lo hizo en el 2013 junto al polaco Kamil Majchrzak como pareja y derrotaron en la final al dúo del francés Quentin Halys y el portugués Frederico Ferreira Silva.

#### Títulos Grand Slam Junior[1]

##### Dobles
| Año  | Campeonato                | Superficie | Compañero       | Rivales                                | Marcador final |
| ---- | ------------------------- | ---------- | --------------- | -------------------------------------- | -------------- |
| 2013 | Abierto de Estados Unidos | Dura       | Kamil Majchrzak | Quentin Halys Frederico Ferreira Silva | 6-3, 6-4       |

### Profesional
Su mejor ranking individual es el N.º 1242 alcanzado el 9 de junio de 2014, mientras que en dobles logró la posición 1086 el 26 de mayo de 2014.
No ha logrado hasta el momento títulos de la categoría ATP ni de la ATP Challenger Tour, aunque sí ha obtenido varios títulos Futures tanto en individuales como en dobles.